# Fabrique Records
Fabrique Records ist ein auf Indie und elektronische Musik spezialisiertes, unabhängiges österreichisches Label.

## Geschichte
Das Label wurde im Spätherbst 2001 von Christian Rösner und Michael Martinek in Wien gegründet, um befreundeten Künstlern wie Mauracher, Konsorten TM oder Thomas Pötz alias Kava eine musikalische Heimat zu bieten. Bis Ende 2004 existierte auch eine kleine Label-Außenstelle samt Labelnights in London und unterstützte die internationale Ausrichtung. Im Jahr 2002 wurde schließlich der hauseigene Verlag Edition Fabrique und im Sommer 2004 das Elektro-Schwester-Label Stereoalpine aus der Taufe gehoben, das 2007 wieder vollständig mitsamt allen Künstlern im Mutterlabel Fabrique Records aufging. Fabrique feierte im Juni 2007 das über fünfjährige Label-Bestehen mit einem Album, das unter anderem exklusive Beiträge von Waxolutionists, TNT Jackson, MTV-Moderator Ray Cokes und Elektronik-Pionier Hans-Joachim Roedelius enthält.
2008 erschien ein Doppelalbum in Kooperation mit dem Museum Gugging, für das die beiden Fabrique-Künstler Thomas Pötz und Hans-Joachim Roedelius den wichtigsten Gugginger Art-brut-Künstlern wie Oswald Tschirtner oder August Walla akustische Porträts produzierten und im Rahmen des neu gegründeten Musik- & Kunstfestivals Gugginger Irritationen uraufführten.
Im September 2012 feierte Fabrique Records sein 10-jähriges Jubiläum. Der aktuelle Fabrique-Künstlerpool umfasst unter anderem die Berliner Sound- und Medienkünstlerin Jana Irmert, das Artpop-Duo DRAMAS, den britischen Avantgarde-Komponisten Christopher Chaplin, das Elektronik- und Visual Art-Duo Laikka und den Multiinstrumentalisten und Elektronikmusik-Produzenten Peter Zirbs. Darüber hinaus veröffentlichte Fabrique im August 2012 und September 2016 neue Soloalben von Boz Boorer, dem britischen Gitarristen, Songwriter und langjährigen musikalischen Regisseur des britischen Sängers Morrissey. Im Herbst 2012 präsentierte Fabrique das erste Audiobuch in Zusammenarbeit mit dem österreichischen Schriftsteller Peter Turrini und Texten des Art Brut-Künstlers August Walla, gefolgt von einem weiteren Hörbuch mit dem österreichischen Schauspieler und Musiker Manuel Rubey, das im Jahr 2021 erschien.
Seit Februar 2015 arbeitet Fabrique außerdem gemeinsam mit dem Kameramann und Filmemacher Paul Wex und Kameramann Bernhard Roschitz an einem Dokumentarfilm über Lubomyr Melnyk, dem Pianisten und Begründer von Continuous Music.

## Musiker und Musikgruppen
Die nachfolgende Auswahl an Musikern und Musikgruppen veröffentlichten diverse Tonträger auf dem Label Fabrique Records.
- Bassman
- Boz Boorer
- Christopher Chaplin
- Craig Walker
- Dubblestandart
- DRAMAS
- Drum & Lace
- Friedrich Liechtenstein
- Hans-Joachim Roedelius
- Heidemann
- Jana Irmert
- Kasar
- Kava
- Konsorten TM
- Loretta Who
- Laikka
- Lil Julez
- Lovecat
- Mauracher
- Markus Kienzl
- Mirize
- Paloma
- Pan Cosefo
- Peter Turrini
- Peter Zirbs
- Ping Ping
- TNT Jackson
- Violeta Vicci
- Wolventrix